# Kalicinite
La kalicinite è un minerale.